# 중국의 구석기 유물 목록
이 문서는 중국의 구석기 유물 목록이다. 이 문서는 가장 먼저 발생한 유물에서 가장 늦게 발생한 유물 순서까지 발생 순서로 정렬되었다.

## 목록
| 한국어 이름  | 중국어 이름      | 발생 시기                 | 현재 위치                                |
| ------------ | ---------------- | ------------------------- | ---------------------------------------- |
| 샹첸         | 上陈（上陳）     | 212만 년 전 ~ 126만 년 전 | 란톈현, 산시성                           |
| 보스 분지    |                  | 200만 년 전 ~ 80만 년 전  | 광시 좡족 자치구                         |
| 허현         | 和县（和縣）     |                           | 안후이성                                 |
| 시후두       | 西侯渡           |                           | 산시성 (산서성)                          |
| 위안머우현   | 元谋县           |                           | 윈난성                                   |
| 샤오창량     | 小长梁（小長梁） |                           | 양위안현, 허베이성의 니허완 분지         |
| 저우커우디안 | 周口店           |                           | 베이징                                   |
| 유찬얀 동굴  | 玉蟾岩遗址       |                           | 다오현, 후난성                           |
| 셴련 동굴    | 仙人洞           |                           | 다위안 마을, 완녠현, 장시성              |
| 다마이디     | 大麦地（大麥地） |                           | 중웨이시, 닝샤 후이족 자치구의 작은 마을 |
| 관인동       | 黔西观音洞遗址   |                           | 첸시, 구이저우성                         |

## 같이 보기
- 중국의 역사
- 구석기 시대